# Sinko Zeli
Sinko Zeli, né en 1950, est un ancien arbitre international ivoirien des années 1990. Il est actuellement commissaire d'arbitre, pour la CAF et la FIFA.

## Carrière
Il a officié dans des compétitions majeures
- CAN 1992 (match pour la troisième place)
- Coupe du monde de football des moins de 20 ans 1995 (1 match)
- Ligue des champions de la CAF 1997 (finale aller)
- Coupe d'Afrique des vainqueurs de coupe 2000 (finale retour)